# Roy C
Roy C, geboren als Roy Charles Hammond, (Newington (Georgia), 3 augustus 1939 - Allendale County, 16 september 2020) was een Amerikaanse zanger en songwriter.

## Jeugd
Roy Hammond begon te zingen bij The Genies, een zanggroep uit Long Beach, die later een contract kregen van de platenproducent Bob Shad. Hun eerste single Who's That Knockin' bereikte een 72e plaats in de Billboard Hot 100 in 1958 met Claude Johnson als leadzanger. Daarna wisselde de groep naar Atlantic Records met Hammond als leadzanger, maar hun opnamen werden niet gepubliceerd. Daarna werd hij opgeroepen voor het vervullen van zijn militaire dienstplicht bij de United States Air Force.

## Carrière
Na zijn terugkeer naar New York in 1965, organiseerde Hammond een studiosessie om zijn eigen song Shotgun Wedding op te nemen en publiceerde deze bij zijn eigen label Hammond Records, voordat hij het overdroeg aan het grotere Black Hawk Records onder de naam Roy C. De plaat bereikte een 14e plaats in de nationale r&b-hitlijst en in het Verenigd Koninkrijk een 6e plaats in de singlehitlijst in 1966. In 1972 werd de song heruitgebracht. Zijn eerste album That Shotgun Wedding Man werd gepubliceerd bij Ember Records in 1966.
Na enkele niet succesvolle opvolgers bij het Shout Records-label, richtte Hammond weer een nieuw label op, Alaga Records. Met zijn samenwerking met de gitarist J. Hines had hij meer succes met Got to Get Enough (Of Your Sweet Love Stuff) in de r&b-hitlijst in 1971. Twee jaar later tekende hij bij Mercury Records en had hij een andere r&b-hit met Don't Blame the Man. Hij publiceerde ook het album Seks and Soul en enkele mindere hitsingles. Hij bleef bij Mercury Records voor meerdere jaren, totdat de labelbazen aanstoot namen aan zijn openhartige politieke standpunten in zijn songs, inclusief Great Great Grandson of a Slave van zijn album More Seks and More Soul (1977).
In 1973 ontdekte Hammond een groep Afro-Amerikaanse highschool-studenten van de Jamaica High School uit de New Yorkse wijk Jamaica met de naam The Honey Drippers (niet te verwarren met Robert Plants project met dezelfde naam) en besloot enkele songs met de groep op te nemen, die werden gepubliceerd bij zijn eigen Alaga Records-label. De meest opmerkelijke van de opgenomen songs was Impeach the President, die handelde over het aandeel van president Richard Nixon in het Watergateschandaal.
De hiphop-producent Marley Marl gebruikte de drumintro van Impeach the President als breakbeat voor de song The Bridge (1985) van MC Shan. De openingsdrum sequentie werd sindsdien een van de meest wijdverbreide samples in de hiphop. De Amerikaanse rapper GZA maakte een verwijzing naar de Impeach the President-sample met zijn versie van As High as Wu-Tang Get door de Wu-Tang Clan  op het album Wu-Tang Forever (1997).
In 1992 kocht Aaron Fuchs, de president van Tuff City Records, de rechten van Impeach the President en spoedig daarna maakte Def Jam Recordings een proces aanhangig voor de licentierechten van de drie toen recentelijk gepubliceerde songs Around the Way Girl en 6 Minutes of Pleasure van LL Cool J en Give the People door EPMD, die een vocale sample gebruikten van de song en niet het drumnummer. Ronny Jordan gebruikte toen de sample op zijn eerste twee albums. De rechtszaak werd buitengerechtelijk afgewikkeld. Hammond was zich niet bewust van de wijdverspreide sampling van Impeach the President, totdat hij hoorde dat het werd gebruikt in That's the Way Love Goes van Janet Jackson en Luv Me, Luv Me van Shaggy. Zelfs George Benson probeerde de beat op zijn nummer The Thinker (1996) van het album That's Right. Tijdens een interview in 2013 verklaarde Hammond dat hij nooit licentiegelden had ontvangen van de samples. Hammond beweerde ook dat Broadcast Music, Inc. verscheidene songs had verwijderd van zijn publicatiecatalogus gebaseerd op frauduleuze contracten en uiteindelijk had Hammond geen licentiegelden ontvangen.
Hammond werd soms vermeld als een co-writer van de sample, inclusief de hit Real love van Mary J. Blige. Hij werd ook erkend voor de song Otis (2011), gezongen door Kanye West en Jay-Z en voor de song Super Rich Kids (2013) van Frank Ocean.
Sinds 1979 ging hij door met het publiceren van een reeks soulsingles en albums bij zijn eigen Three Gems Records, aanvankelijk gevestigd in New York en later in Allendale. Hammond schreef de meeste van zijn songs, die verschenen op meer dan 125 platen. Hij nam het album Talk to Me op voor ex-Temptation Dennis Edwards en werkte ook aan een cd voor Bobby Stringer. Hammond leidde ook zijn eigen platenwinkel in Allendale onder de naam Carolina Record Distributors.
Infidelity, Georgia, ook bekend als Save by the Bell of Saved by the Bell, is een song over seksuele ontrouw in een kleine stad in Georgia. Hammond publiceerde het album Stella Lost Her Groove in maart 1999.

## Overlijden
Roy C. overleed in september 2020 op 81-jarige leeftijd.
- International Standard Name Identifier: 0000 0000 3201 3093
- Library of Congress Control Number: n94110730
- MusicBrainz: bcfff8eb-3a09-4053-a6b7-76aed86f2ac5
- Nationale Bibliotheek van Israël: 987007332452105171
- SNAC: w6g58rj6
- Virtual International Authority File: 70629325
- WorldCat: E39PBJcWrkhf74jM399Cqf7fv3